# مخاطر أخذ العينات
تعد مخاطر أخذ العينات أحد أنواع المخاطر العديدة التي قد يواجهها المراجع (المدقق)عند تنفيذ الإجراء اللازم لأخذ عينات المراجعة. توجد عينات التدقيق بسبب التأثيرات غير العملية والمكلفة لفحص جميع سجلات أو دفاتر العميل أو 100٪ منها. ونتيجة لذلك ، يتم فحص" عينة " من حسابات العميل.
ونظرًا للتأثيرات السلبية الناتجة عن مخاطر أخذ العينات، قد يضطر المدقق إلى تنفيذ إجراءات إضافية والتي بدورها يمكن أن تؤثر على الكفاءة العامة للمراجعة.
وتمثل مخاطر أخذ العينات احتمال أن يكون استنتاج المراجع بناءً على العينة مختلفًا عما تم التوصل إليه إذا كان المجتمع بأكمله خاضعًا لإجراءات المراجعة. وقد يستنتج المراجع وجود أخطاء جوهرية، في حين أنها غير موجودة في الواقع؛ أو أن الأخطاء الجوهرية غير موجودة ولكنها في الواقع موجودة. يمكن للمدققين تقليل مخاطر أخذ العينات عن طريق زيادة حجم العينة.
على الرغم من وجود العديد من أنواع المخاطر المرتبطة بعملية التدقيق، إلا أن كل نوع له تأثير في المقام الأول على عملية التدقيق الشاملة. يمكن للتأثيرات الناتجة عن مخاطر أخذ العينات بشكل عام أن تزيد من مخاطر المراجعة، وهي مخاطرة احتواء القوائم المالية للمنشأة على أخطاء جوهرية، على الرغم من تقديم تقرير مراجعة غير معدل ('نظيف'). يمكن أن تؤدي مخاطر أخذ العينات أيضًا إلى زيادة مخاطر الاكتشاف مما يشير إلى احتمال عدم عثور المراجع على أخطاء جوهرية تتعلق بالقوائم المالية من خلال الاختبارات والاجراءات التحليلية. 

## أنواع مخاطر أخذ العينات

### سيناريوهات نموذجية
يجب على المراجعين (المدققين) في كثير من الأحيان إصدار أحكام مهنية في تقييم مخاطر أخذ العينات. عند اختبار العينات، يهتم المراجع بشكل أساسي بجانبين من مخاطر أخذ العينات: 
خطر القبول الخاطئ: تدعم العينة الاستنتاج بأن رصيد الحساب المسجل لا يكون محرفاً بشكل جوهري عندما يكون فعلا محرفاً بشكل جوهري.
خطر الرفض الخاطئ: خطر أن تدعم العينة استنتاج مفاده أن رصيد المبلغ المسجل محرف بشكل جوهري عندما لا يكون محرفاً بشكل جوهري.
بالإضافة إلى ذلك، يهتم المراجع بمخاطر أخذ العينات وعلاقتها بالضوابط. هناك نوعان من المخاطر/مخاطر الرقابة في العينة هما:
تقييم منخفض جدا: الخطر المتمثل في أن يكون المستوى المقدر لمخاطر الرقابة على أساس العينة أقل من فعالية التشغيل الحقيقية للرقابة.
تقييم مرتفع جدا: الخطر المتمثل في أن يكون المستوى المقدر لمخاطر الرقابة بناءً على العينة أكبر من فعالية التشغيل الحقيقية لعناصر الرقابة.

## اختيار العينات
عند اختيار أسلوب أخذ العينات، هناك طريقتين لتدقيق العينات: النهج غير الإحصائي والنهج الإحصائي. ثلاث طرق يمكن أن تساعد بها العينات الإحصائية المدقق هي: زيادة الإنتاجية إلى الحد الأقصى مع الحد الأدنى من الجهد الضائع في تصميم العينة، وقياس مدى كفاية الأدلة المأخوذة أثناء المراجعة، وتحليل النتائج. يسمح النهج الإحصائي للمدقق بقياس المخاطر التي يتم أخذ عينات منها للمساعدة في تقليلها إلى مستوى مقبول. فيما يتعلق بأداء العينات، فإن أخذ العينات الإحصائية ينطوي على أنواع مختلفة من التكاليف مثل تدريب المراجعين (المدققين)، وتصميم عينات فردية لتلبية المتطلبات، واختيار العناصر التي سيتم فحصها. إذا لم تكن هناك أدلة مراجعة كافية، تقع على عاتق المدقق مسؤولية الاختيار بين أساليب أخذ العينات غير الإحصائية أو الأساليب الإحصائية مع الأخذ في الاعتبار فعاليتها والتكاليف ذات الصلة. 
على الرغم من أن ممارسة الحكم الدقيق أمر بالغ الأهمية خلال كل خطوة من خطوات عملية أخذ العينات، إلا أنه ضروري للغاية عند اختيار النهج غير الإحصائي. ولا تتضمن هذه الطريقة استخدام الجداول أو النسب الإحصائية، بل تعتمد على الحكم المهني من جانب المدقق وكذلك السياسة التي تنفذها الشركة. وبموجب هذا النهج، من الممارسات الشائعة لمعظم شركات المحاسبة إنشاء مبادئ توجيهية عالمية للمدققين من أجل تحديد حجم العينة المناسب. على سبيل المثال، إذا كانت مخاطر الرقابة لدى العميل عالية، فستتطلب الشركة عادةً حجم عينة مرتفع عند اختيار السجلات.
من أجل جمع العينة بنجاح، من المهم النظر في المجموعة ككل ومدى صلة العناصر المعينة. الطريقة الأكثر نجاحًا شيوعًا هي تحديد عدد زوجي من العناصر التي تمثل القائمة ككل بدقة. إن اختيار أرقام كبيرة أو صغيرة فقط قد يؤدي إلى تشويه العينة مما يؤدي إلى المخاطرة.

## الإشارات
1. ↑  "Audit Sampling Requires Auditor Judgment". The Agency Examiner. مؤرشف من الأصل في 2017-06-11. اطلع عليه بتاريخ 2013-01-30.
2. ↑  "What is Sampling Risk in Auditing?". Pak Accountants. 16 مارس 2011. مؤرشف من الأصل في 2018-01-15. اطلع عليه بتاريخ 2013-01-30.
3. ↑  "Detection Risk". Investopedia. مؤرشف من الأصل في 2023-10-02. اطلع عليه بتاريخ 2013-01-30.
4. ↑  "AU Section 350" (PDF). Audit Sampling. AICPA. مؤرشف من الأصل (PDF) في 2023-09-20. اطلع عليه بتاريخ 2013-01-30.
5. ↑  "AU Section 350" (PDF). Audit Sampling. AICPA. مؤرشف من الأصل (PDF) في 2023-09-20. اطلع عليه بتاريخ 2013-01-30."AU Section 350" (PDF). Audit Sampling. AICPA. Retrieved 30 January 2013.